# Lynæs

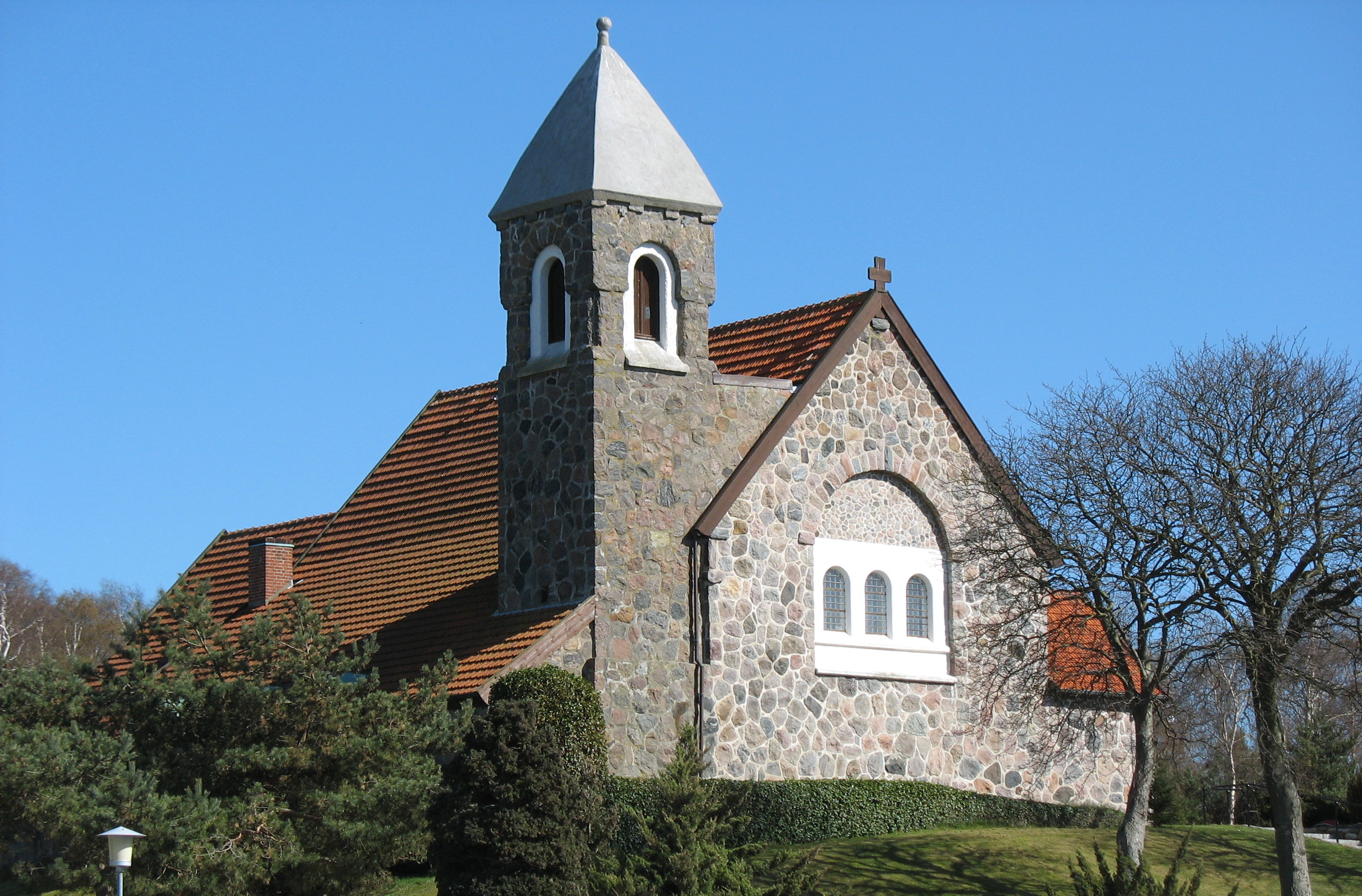
Lynæs Kirke

Lynæs är en tidigare fiskeby, numera en stadsdel i Hundested i Halsnæs kommun i Sjælland.
Lynæs utgör den södra delen av staden Hundested. I Lynæs anlades på 1860-talet en hamnbassäng och orten var därefter ett betydande fiskeläge. Hamnen har varit färjeläge för en färja till Rørvig på västra sidan av Isefjordens mynning och den hade tidigare också ångbåtsförbinelse med Frederikssund och Nykøbing Själland. I lynæs ligger Dansk Søredningsselskaps Redningsstation Lynæs.
En kilometer norr om hamnen, som idag är en fritidsbåtshamn, ligger den 1901 uppförda Lynæs Kirke.
Under Första världskriget byggdes Lynæs Fort. 
Skulde Klint (27 meter över havet) och klinten Store Karlsminde (33 meter över havet) ligger öster om Lynæs hamn och blev naturreservat 2004..

## Bildgalleri

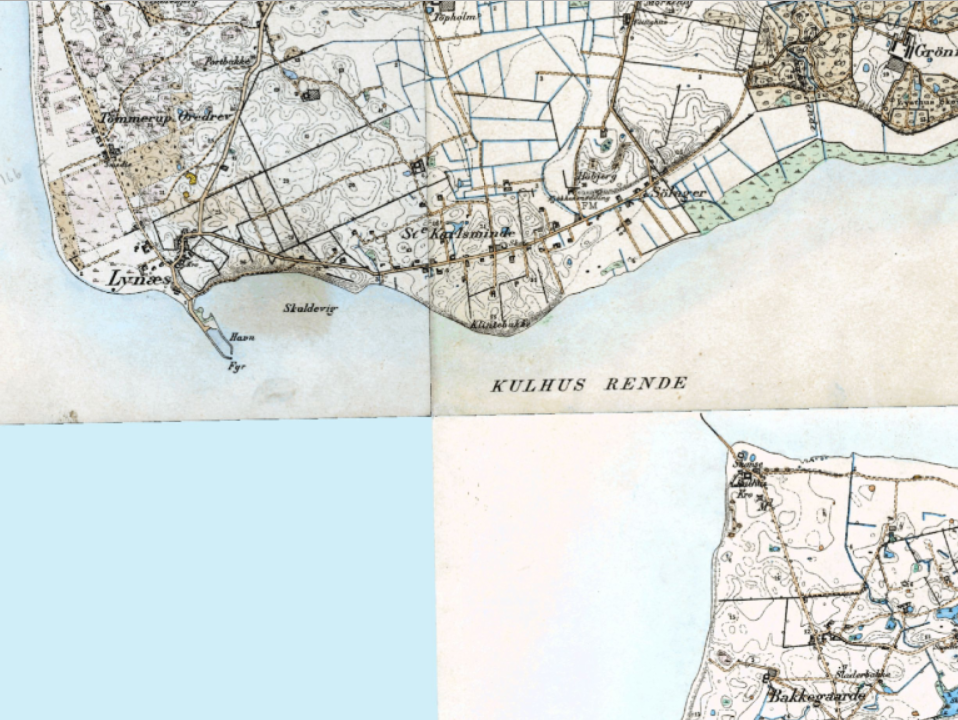
Lynæs färjeläge, 1800-talet